# Tom Gordon
Pour les articles homonymes, voir Thomas Gordon et Gordon.
Thomas Gordon (né le 18 novembre 1967 à Sebring, Floride, États-Unis) est un lanceur de relève droitier ayant joué dans les Ligues majeures de baseball de 1988 à 2009.
Tom Gordon est surnommé « Flash », en référence au super-héros Flash Gordon. Il a joué pour sept équipes, notamment pour les Royals de Kansas City (1988 à 1995) et les Red Sox de Boston (1996 à 1999). Il a participé à trois matchs d'étoiles. Avec les Phillies de Philadelphie en 2008, il a remporté la Série mondiale pour la première fois de sa carrière.
Il est le père de Dee Gordon, arrêt-court dans les ligues majeures.

## Carrière
Tom Gordon a été sélectionné par les Royals de Kansas City en sixième ronde du repêchage du baseball en 1986. À l'âge de 20 ans, il fait sa première apparition dans les majeures le 8 septembre 1988 dans l'uniforme des Royals, pour qui il a évolué jusqu'à la fin de la saison 1995.
En 1988, il effectue cinq sorties, dont deux comme lanceur partant, mais subit deux défaites. En 1989, il sera utilisé dans 49 matchs et effectue 16 départs, terminant sa saison recrue avec une excellente fiche de 17 victoires contre 9 défaites. Il enregistre également en relève son premier sauvetage dans les ligues majeures. Il termine deuxième derrière Gregg Olson des Orioles de Baltimore au scrutin visant à élire la recrue de l'année dans la Ligue américaine.
Il remporte 12 victoires en 1990, mais montre un dossier victoires-défaites perdant au cours des deux années suivantes. Il rebondit en dépassant les 10 victoires au monticule lors de ses trois dernières campagnes à Kansas City, mais ne retrouve jamais la forme de son année recrue
Il fait ses débuts avec les Red Sox de Boston en 1996 après avoir signé un contrat avec l'équipe en tant que joueur autonome. Il y relance sa carrière en étant converti en releveur. En 1998, il établit un record d'équipe avec 46 sauvetages et participe à son premier match d'étoiles, une classique annuelle à laquelle il sera de nouveau invité en 2004 et 2006. Il est également élu releveur de l'année dans l'Américaine en 1998.
En 1999, une blessure au coude l'oblige à subir une délicate intervention chirurgicale de type Tommy John qui lui fait rater toute la saison 2000, mais avant d'être tenu à l'écart du jeu il allonge sa série de sauvetages consécutifs à 54 : du 19 avril 1998 au 31 mai 1999, Gordon ne rate aucune des 54 occasions de sauvetages qui se présentents, abattant la marque de 41 partagée par Rod Beck et Trevor Hoffman. Le record des majeures détenu par Gordon sera battu par la séquence de 84 sauvetages de suite d'Éric Gagné de 2002 à 2004. Son record de la Ligue américaine tient près de 20 ans et est battu en 2017 par Zach Britton pour Baltimore.
Tom Gordon devient très populaire auprès des partisans des Red Sox. L'écrivain Stephen King publiera même en 1999 un roman intitulé La Petite Fille qui aimait Tom Gordon (titre original : The Girl Who Loved Tom Gordon).
Le lanceur droitier évoluera pour les Cubs de Chicago en 2001 et 2002, pour les Astros de Houston en 2002, les White Sox de Chicago en 2003 et les Yankees de New York en 2004, 2005 et 2006, où il sera souvent utilisé comme releveur préparant la venue au monticule du stoppeur étoile Mariano Rivera.
Tom Gordon a porté les couleurs des Phillies de Philadelphie de 2006 à 2008. Il est tenu à l'écart du jeu par une blessure au cours de sa dernière saison à Philadelphie. Il ne sera pas utilisé par les Phillies durant les séries éliminatoires de 2008 mais fera partie d'une équipe championne de la Série mondiale pour la toute première fois.
En 2009, il se joint aux Diamondbacks de l'Arizona. Il passe la majeure partie de l'année sur la liste des joueurs blessés et ne lance qu'une manche et deux tiers en trois apparitions au monticule. Il est libéré de son contrat le 11 août.

## Vie personnelle
Tom Gordon est père de deux filles et trois garçons, nés de quatre mères différentes. Il n'a jamais été marié. Son fils Devaris « Dee » Strange-Gordon, né en 1988, est un joueur d'arrêt-court et de deuxième but qui fait ses débuts dans les Ligues majeures en 2011 avec les Dodgers de Los Angeles. En mai 1995, la mère de Devaris, Devona Strange, meurt assassinée par un ancien petit ami. Un autre de ses fils, Nick Gordon, né en 1995, est aussi joueur d'arrêt-court et devient un choix de 5e ronde des Twins du Minnesota au repêchage amateur de 2014.